# Tổng giám mục Kyiv và toàn Ukraina
Tổng giám mục Kyiv và toàn Ukraina (chữ Ukraina: Митрополит Київський і всієї України, chữ Anh: Metropolitan of Kyiv and All Ukraine), là tổng giám mục đô thành, lãnh tụ của Giáo hội Chính thống giáo Ukraina. Chức sắc tổng giám mục này được thiết lập và phong Thánh tại Hội nghị Thống nhất Giáo hội Chính thống giáo Ukraina năm 2018 ở Kyiv, Ukraina. Tổng giám mục hiện nhiệm là Epiphanius I (en).